# Ԓ
Ԓ (minuskule ԓ) je písmeno cyrilice. Bylo zavedeno v čukotštině v roce 1996, kde kvůli jeho odlišné výslovnosti vzhledem k ruštině nahradilo písmeno Л. Od roku 2000 je používáno také v chantyjštině, zde ale společně s písmenem Л (a také Ӆ).